# Orgel der Larrelter Kirche
Die Orgel der Larrelter Kirche wurde von 1618 bis 1619 von Johannes Millensis gebaut und von 1848 bis 1855 von Gerd Sieben Janssen umgebaut. Trotz verschiedener Umbauten ist noch etwa die Hälfte der alten Renaissance-Register erhalten. Die Orgel verfügt über elf Register auf einem Manual und angehängtem Pedal und spiegelt den frühen niederländischen Einfluss auf den Orgelbau in Ostfriesland wider.

## Baugeschichte

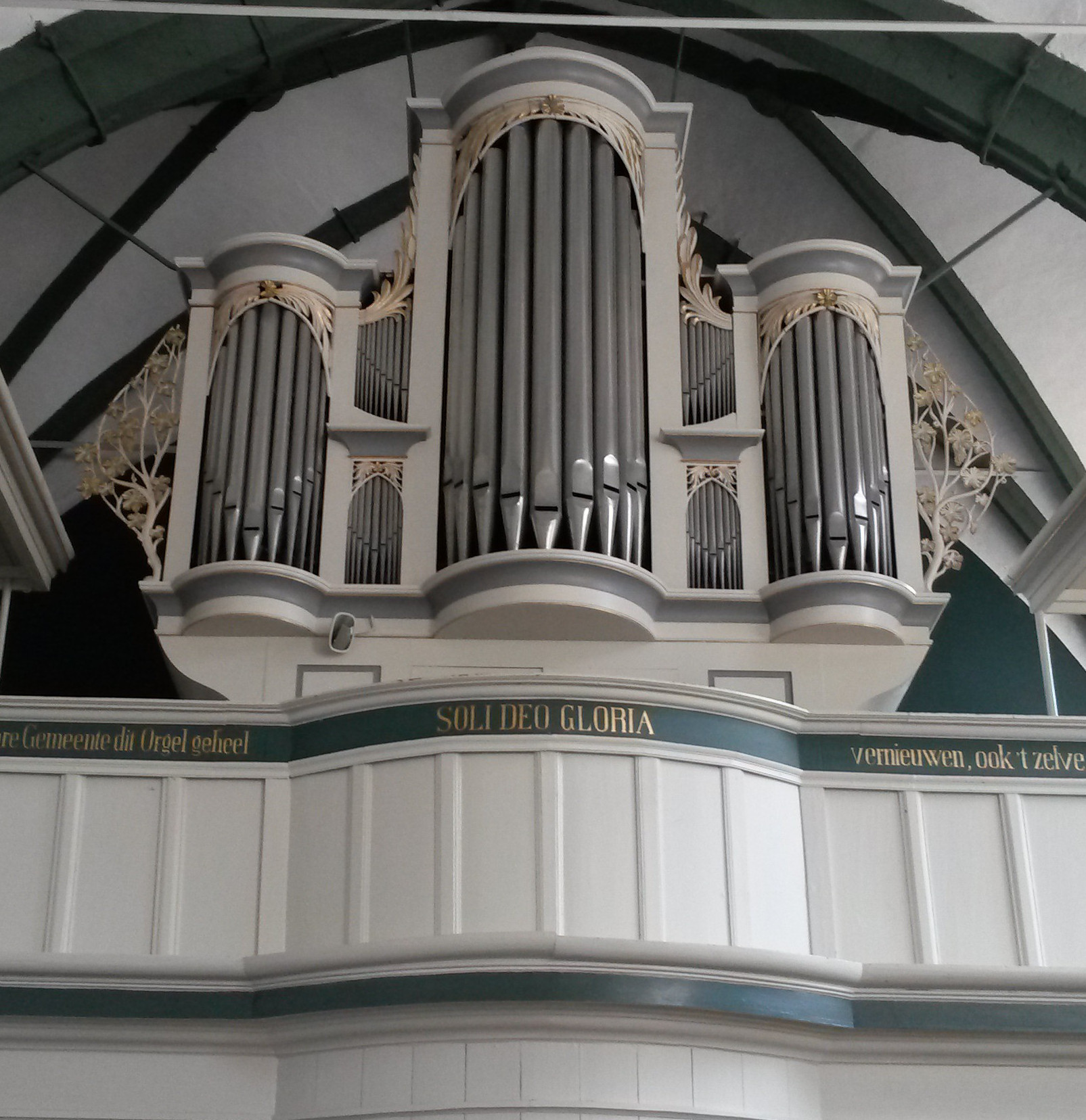
Orgel hinter dem Gehäuse von 1855

Im Jahr 1596 wird von einer Vorgängerorgel eines unbekannten Orgelbauers in der Larrelter Kirche berichtet, die „verbessert“ wurde. Der niederländische Orgelbaumeister Johannes Millensis (van Mill) führte in den Jahren 1618 bis 1619 einen umfassenden Erweiterungsumbau durch, von dem noch etliche Register erhalten sind. Millensis hat dabei ältere Register des 16. Jahrhunderts verwendet.
1709/10 baute Joachim Kayser die Orgel um, um den neuen Bedürfnissen der Begleitung des Gemeindegesangs Rechnung zu tragen. Bis zur Mitte des 17. Jahrhunderts hatten die Orgeln im Gottesdienst nur liturgische Funktion inne. So baute Kayser die Sesquialtera ein und erweiterte den Umfang der Klaviaturen des Renaissance-Instruments von ursprünglich FGA-g2a2 auf den barocken Umfang CDEFGA-c3, indem er die jeweils drei fehlenden Pfeifen im Bass und vier im Diskant ergänzte. Eine niederländische Inschrift auf der Empore zeugt noch von dieser Erneuerung der Orgel. Ein unbekannter Orgelbauer (H.R. de Vries?) führte 1785 eine Reparatur durch. 1804 erfolgte eine Renovierung durch Hinrich Just Müller, der die Windkanäle und die drei Bälge neu belederte und die oben geschlossenen Pfeifen öffnete und mit Ringdeckeln versah.
Gerd Sieben Janssen gestaltete in den Jahren 1848 bis 1855 das Äußere der Orgel durch ein neues Gehäuse völlig um, ersetzte ein Register (Gedackt 4′), die Windlade und die Traktur und erweiterte den Manualumfang auf C-f3. Die Grundsubstanz des Werkes blieb jedoch unberührt, einschließlich der originalen Kehlen der Trompete, die dem Renaissance-Register einen farbigen Klang verleihen. Der Praestant aus Zinn im Prospekt musste 1917 für Kriegszwecke abgegeben werden und wurde durch ein Register aus Zink ersetzt.
Die neu gegründete Firma Ahrend & Brunzema restaurierte 1954 die Orgel als ihr Erstlingswerk und setzte Maßstäbe für die weitere Restaurierungspraxis in der Orgellandschaft Ostfriesland. Der vakante Dulcian und die durch Wurmfraß zerstörten Basspfeifen des Bordun wurden rekonstruiert. 1988 konnten dann in einem zweiten Schritt der Praestant aus Zinn und die Keilbalganlage von Jürgen Ahrend rekonstruiert sowie eine modifizierte mitteltönige Temperatur gelegt werden.
Ebenso wie in den Orgeln in Osteel und Uttum ist an den Renaissance-Klängen der Larrelter Orgel der niederländische Einfluss im Orgelbau der Spätrenaissance erfahrbar. Diese Orgeln mit ihren alten Bleipfeifen gelten zur Darstellung der vokal beeinflussten Polyphonie dieser Zeit als ideal. Gleichzeitig ist an dem Instrument in Larrelt über mehrere Jahrhunderte eine erstaunliche Kontinuität im Orgelbau zu verzeichnen. Die Trompete stand für die Rekonstruktion des Registers in der Orgel in Tergast (2000) Modell.

## Disposition seit 1855
| Manual C–f3     |     |      |
| Praestant       | 8′  | A    |
| Bordun          | 16′ | M/AB |
| Rohrflöte       | 8′  | M    |
| Octave          | 4′  | M    |
| Gedackt         | 4′  | J    |
| Nasat           | 3′  | M    |
| Octave          | 2′  | M    |
| Sesquialtera II |     | K/AB |
| Mixtur III–IV   |     | M/AB |
| Dulcian B/D     | 16′ | AB   |
| Trompete        | 8′  | M/J  |

| Pedal C–f1 |
| angehängt  |

M = Johannes Millensis (1618/19)
K = Joachim Kayser (1709–1710)

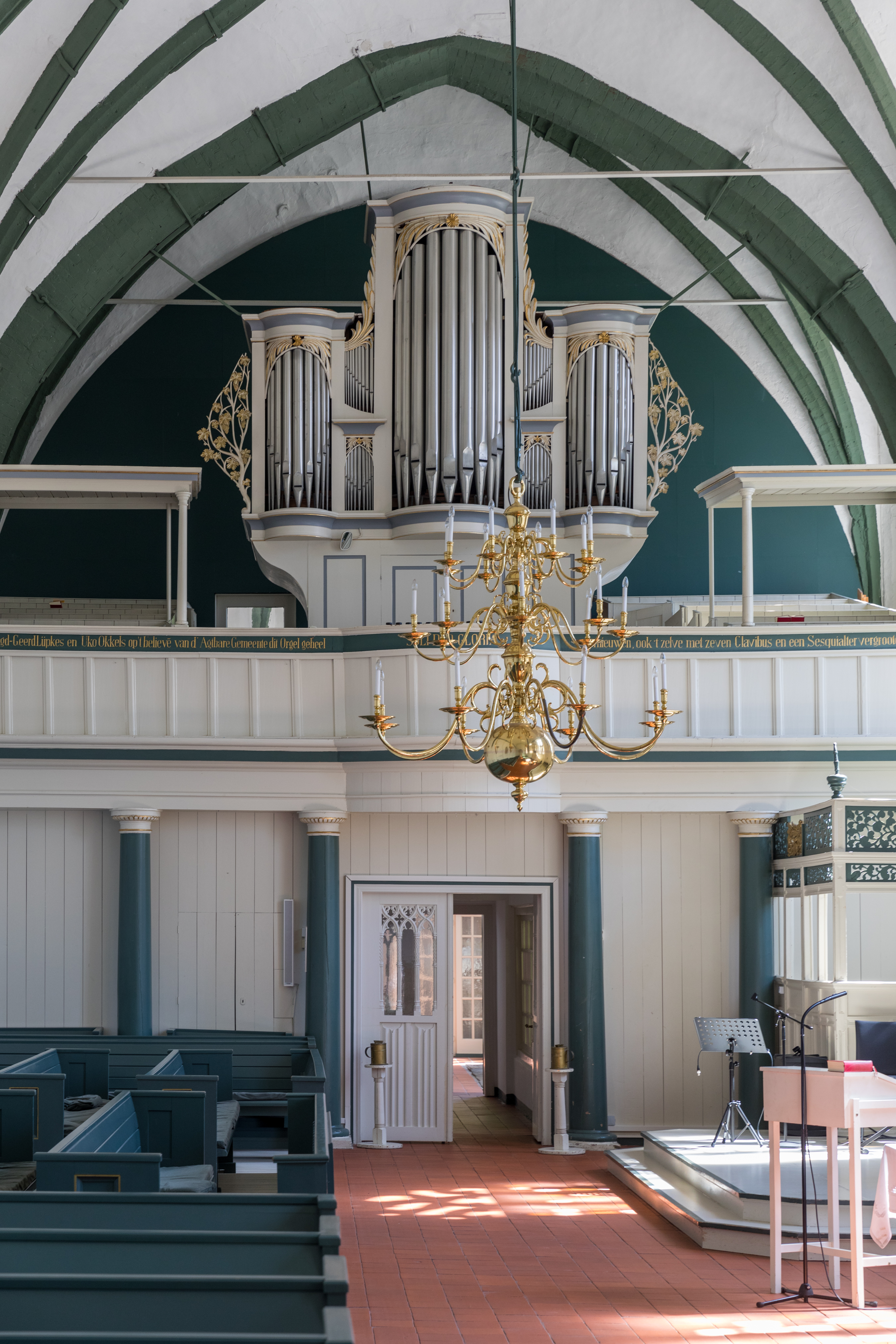
Orgel auf der Empore vor dem Ostchor

J = Gerd Sieben Janssen (1848–1855)
AB = Ahrend & Brunzema (1954)
A = Jürgen Ahrend (1988)
Anmerkungen
1. ↑  a2–f3 J; Prospekt von A.
2. ↑  C–h aus Blei, ehemals Holz; c1–f3 alt.
3. ↑  Erster Chor von K, zweiter von AB.
4. ↑  Erster bis dritter Chor von M, vierter von AB.
5. ↑  Kehlen und Becher z. T. von M.

## Technische Daten
- 11 Register
- Pedal angehängt (C–f1)
- Traktur:
  - Tontraktur: Mechanisch
  - Registertraktur: Mechanisch
- Windversorgung:
  - 67 mmWS Winddruck
- Stimmung:
  - Stimmtonhöhe: a1= 446 Hz (bei 15 °C)
  - modifiziert mitteltönig